# Chris Brown (Leichtathlet)

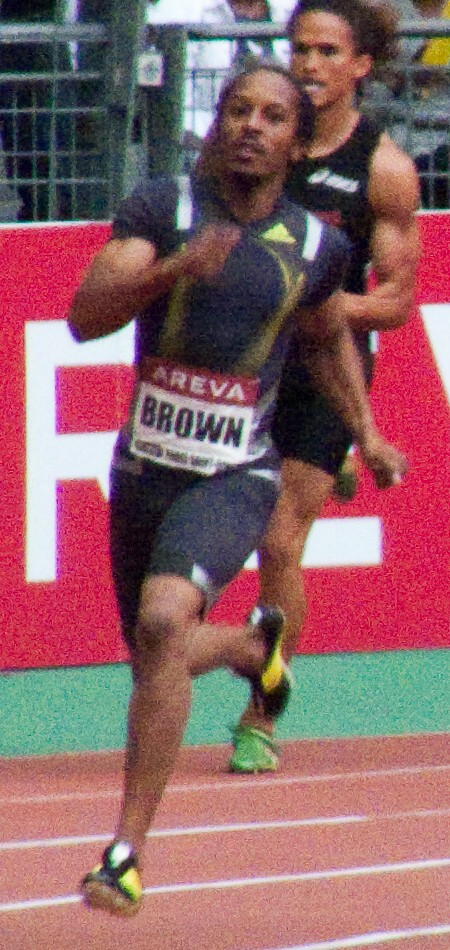
Brown im Jahr 2009

Christopher Deon „Chris“ Brown (* 15. Oktober 1978 auf Eleuthera) ist ein bahamaischer Sprinter.

## Leben
Brown ist 400-Meter-Läufer und war bereits Teilnehmer an den Olympischen Spielen 2000 in Sydney und den Olympischen Spielen 2004 in Athen, kam jedoch wie auch bei den Weltmeisterschaften 2001 in Edmonton und den Weltmeisterschaften 2003 in Paris/Saint-Denis nie über die Vorläufe oder das Halbfinale hinaus. Jedoch gewann er 2001 mit der bahamaischen Staffel Gold (nachdem der US-Amerikaner Antonio Pettigrew des Dopings überführt wurde) und 2003 Bronze bei den Weltmeisterschaften.
Erst bei den Weltmeisterschaften 2005 in Helsinki erreichte er das Finale und wurde Vierter in 44,48 s. Mit der 4-mal-400-Meter-Staffel der Bahamas gewann er durch einen beherzten Endspurt als Schlussläufer die Silbermedaille hinter den USA und vor Jamaika. Die Staffel lief Landesrekord mit 2:57,32 min.
2007 gewann er bei den Panamerikanischen Spielen in Rio de Janeiro Gold sowohl im Einzel- wie auch im Staffelwettbewerb. Bei den Weltmeisterschaften in Osaka wurde er im Einzelrennen Vierter und Vizeweltmeister mit der Staffel. Am 6. Juni 2008 lief er in Oslo mit 44,40 s persönliche Bestzeit. Zuvor hatte er bei den Hallenweltmeisterschaften 2008 in Valencia bereits Bronze über 400 Meter gewonnen. Im selben Jahr gelang ihm mit der 400-Meter-Staffel Silber bei den Olympischen Spielen in Peking.
Bei den Weltmeisterschaften 2009 in Berlin belegte er im 400-Meter-Lauf den fünften Platz. Im Jahr darauf gewann er bei den Hallenweltmeisterschaften in Doha den Titel im Einzel, mit der Staffel konnte er den Endlauf nicht beenden. 2011 scheiterte er bei den Weltmeisterschaften in Daegu bereits im Halbfinale.
Die Hallenweltmeisterschaften 2012 in Istanbul brachten eine weitere Bronzemedaille über 400 Meter. Seinen bedeutendsten Erfolg feierte Brown bei den Olympischen Spielen 2012 in London. Nachdem er über 400 Meter erneut Vierter geworden war, stellte er zusammen mit Demetrius Pinder, Michael Mathieu und Ramon Miller mit der bahamaischen Staffel in 2:56,72 min einen neuen Landesrekord auf. Damit sicherte sich das Quartett überraschend die Goldmedaille vor der favorisierten US-amerikanischen Mannschaft.
Er hat bei einer Größe von 1,78 m ein Wettkampfgewicht von 68 kg.